# Eomamenchisaurus
Eomamenchisaurus yuanmouensis
Genre
Espèce
Eomamenchisaurus (signifiant « Mamenchisaurus de l'aube ») est un genre éteint de dinosaures sauropodes du Jurassique moyen retrouvé dans la formation géologique de Zhanghe à Yuanmou, au Yunnan, en Chine.
L'espèce type et seule espèce rattachée au genre, Eomamenchisaurus yuanmouensis, est connue par un seul squelette incomplet. Elle a été décrite par le paléontologue chinois Lü Junchang et ses collègues en 2008.

## Description
Eomamenchisaurus se distingue par ses vertèbres dorsales dépourvues de pleurocèles et montrant des surfaces articulaires antérieures légèrement convexes et des postérieures un peu concaves. Le rapport de longueur entre le tibia et le fémur est d'environ 0,64.
Les centra de deux vertèbres dorsales postérieures (probablement les 9ème et 10ème) sont fusionnés ; un phénomène observés chez d'autres dinosaures mamenchisauridés dont Mamenchisaurus hochuanesis, M. youngi et Chuanjiesaurus anaensis.